# 蘇卡奇 (伊萬基夫區)
50°57′40″N 29°55′54″E / 50.96111°N 29.93167°E
蘇卡奇（烏克蘭語：Сукачі）是位於烏克蘭北部的村莊，由基辅州维什霍罗德区的伊萬基夫市鎮負責管轄。該村面積2.6平方公里，海拔高度131米，2001年人口1,617，人口密度每平方公里629.2人。